# روبين كروز
روبين كروز (بالإسبانية: Rubén Cruz Gil)‏ (13 أكتوبر 1985 إسبانيا - ) هو لاعب كرة قدم إسباني.

## روابط خارجية
- روبين كروز على موقع قاعدة بيانات كرة القدم.إي يو (الإنجليزية)
- روبين كروز على موقع Soccerbase.com (لاعب) (الإنجليزية)
- روبين كروز على موقع Soccerway.com (الإنجليزية)
- روبين كروز على موقع AS.com (الإسبانية)